# La Chapelle-Gaudin
La Chapelle-Gaudin foi uma comuna francesa na região administrativa da Nova Aquitânia, no departamento de Deux-Sèvres. Estendia-se por uma área de 17,01 km². Em 2010 a comuna tinha 213 habitantes (densidade: 12,5 hab./km²).
Em 1 de janeiro de 2016, passou a formar parte da comuna de Argentonnay.